# Darlington (Wisconsin)
Darlington – miasto w Stanach Zjednoczonych, w stanie Wisconsin, w hrabstwie Lafayette. W 2006 r. miasto to zamieszkiwało 2 339 osób.